# 張殿賓
張殿賓，字禮臣，湖北廣濟縣（今武穴市）人。清朝政治人物，進士出身。

## 生平
張殿賓自幼聰慧，十歲能文，十八歲補諸生第一。道光十七年（1837年）拔貢，同年鄉試中舉。道光二十七年（1847年）考中丁未科進士，授荊州教授。其考核士子，注重實學，使荊南文風為之一變。同治《廣濟縣志》有傳。